# چل سال بیش رفت که من لاف می‌زنم
غزلی با مطلعِ «چل سال بیش رفت که من لاف می‌زنم» غزل شمارهٔ ۳۴۳ از دیوانِ حافظ در تصحیحِ محمد قزوینی و قاسم غنی است.

## در دیگر آثار هنری
در نسخهٔ کتابخانهٔ رضا در هند که کتابت‌شده در خراسان و به‌تاریخ ه‍.ق/۱۵۷۵ م و مصورشده به‌تاریخ اواخر سدهٔ ۱۰ و اوایل سدهٔ ۱۱ ه‍.ق (دورهٔ اکبر) نیز نگارهٔ میکده با رقم نارسینگ و تصویری از بیت «هرگز به یمن عاطفت پیر می فروش / ساغر تهی نشد ز می صاف روشنم» از این غزل موجود است.